# Otaviano Canuto
Pour les articles homonymes, voir Canuto.
Otaviano Canuto dos Santos Filho (Aracaju, 5 janvier 1956) est un économiste brésilien

## Biographie
Il est titulaire d'un baccalauréat en économie de l'Université fédérale de Sergipe, au Brésil, où il a étudié de 1973 à 1976. Il a obtenu une maîtrise en économie de l'Université Concordia, Montréal, Canada, de 1979 à 1981. Canuto a obtenu son doctorat en économie de l'Université de Campinas (UNICAMP), Campinas-SP, Brésil,